# Noctueliopsis bububattalis
Noctueliopsis bububattalis là một loài bướm đêm trong họ Crambidae.